# Lainya
Lainya – hrabstwo w Sudanie Południowym, w stanie Ekwatoria Środkowa. W 2008 roku liczyło 89 315 mieszkańców (41 891 kobiet i 47 424 mężczyzn) w 14 586 gospodarstwach domowych. Dzieli się na 5 mniejszych jednostek administracyjnych zwanych payam:
- Kenyi
- Kupera
- Lainya
- Mukaya
- Wuji